# 언래블 투
언래블 투(Unravel Two)는 콜드우드 인터랙티브가 개발하고 일렉트로닉 아츠가 배급한 2018년 퍼즐 플랫폼 게임이다. 이 게임은 야니스(Yarnys)라는 실로 만들어진 2명의 인간 모양을 한 창조물들을 중심으로 한다. 2016년 게임 언래블의 후속작이며 2018년 6월에 플레이스테이션 4, 마이크로소프트 윈도우, 엑스박스 원용으로, 2019년 3월에 닌텐도 스위치용으로 출시되었다.